# Tribunal criminel (Saint-Pierre-et-Miquelon)
Le tribunal criminel possède, à Saint-Pierre-et-Miquelon, les compétences attribuées à la cour d'assises dans le reste de la France (article 904 du Code de procédure pénale).
L'article 921 du Code de procédure pénale dispose que « le jury de jugement est formé de trois jurés lorsque le tribunal criminel statue en premier ressort et de six jurés lorsqu'il statue en appel ».